# Secrétariat à l'Éducation publique du Mexique
Pour les autres articles nationaux ou selon les autres juridictions, voir Ministère de l'Éducation.
Le Secrétariat à l'Éducation Publique du Mexique est l'un des membres du cabinet présidentiel du Mexique, abrégé « SEP ».

### Actions de politique

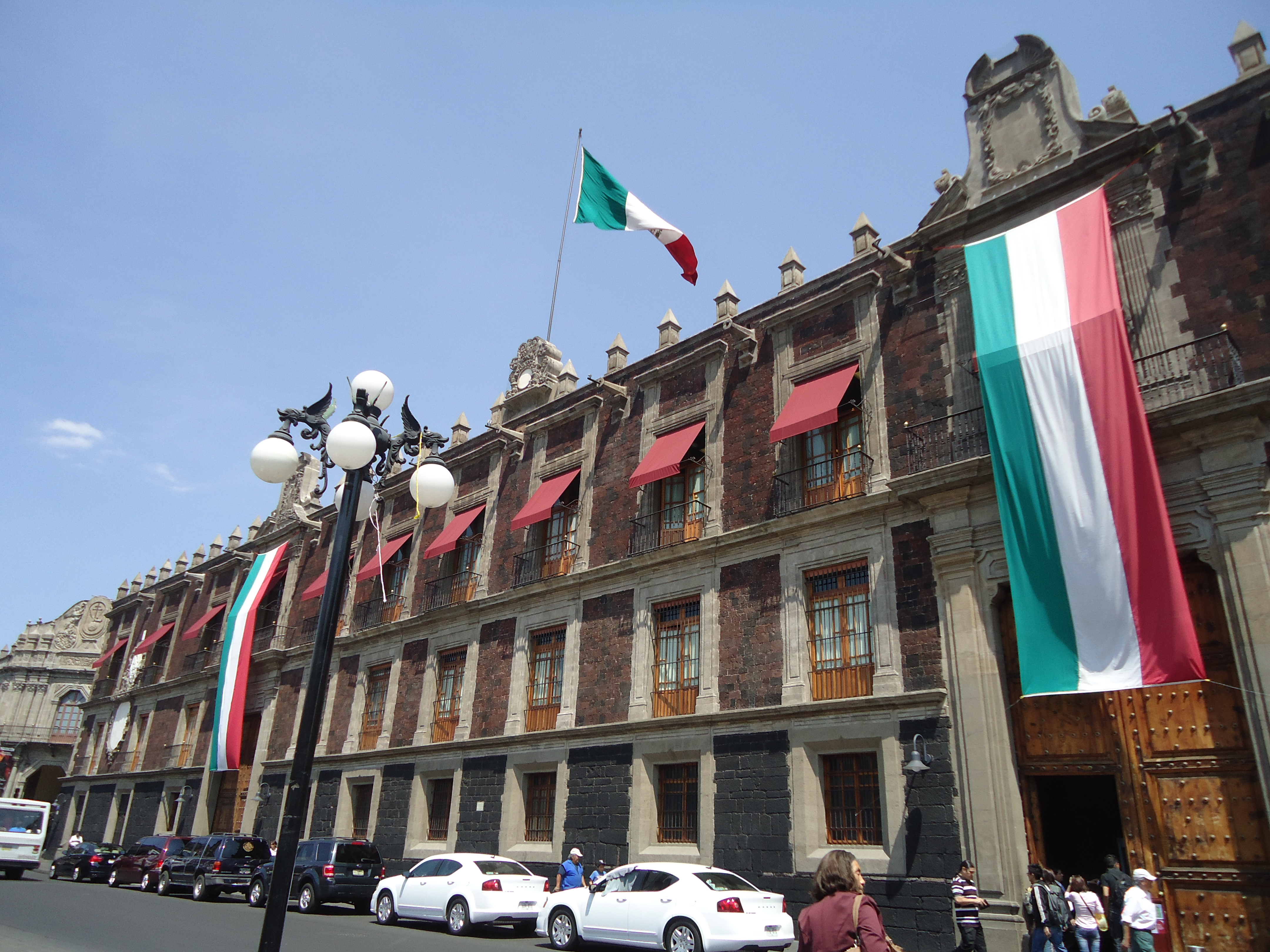

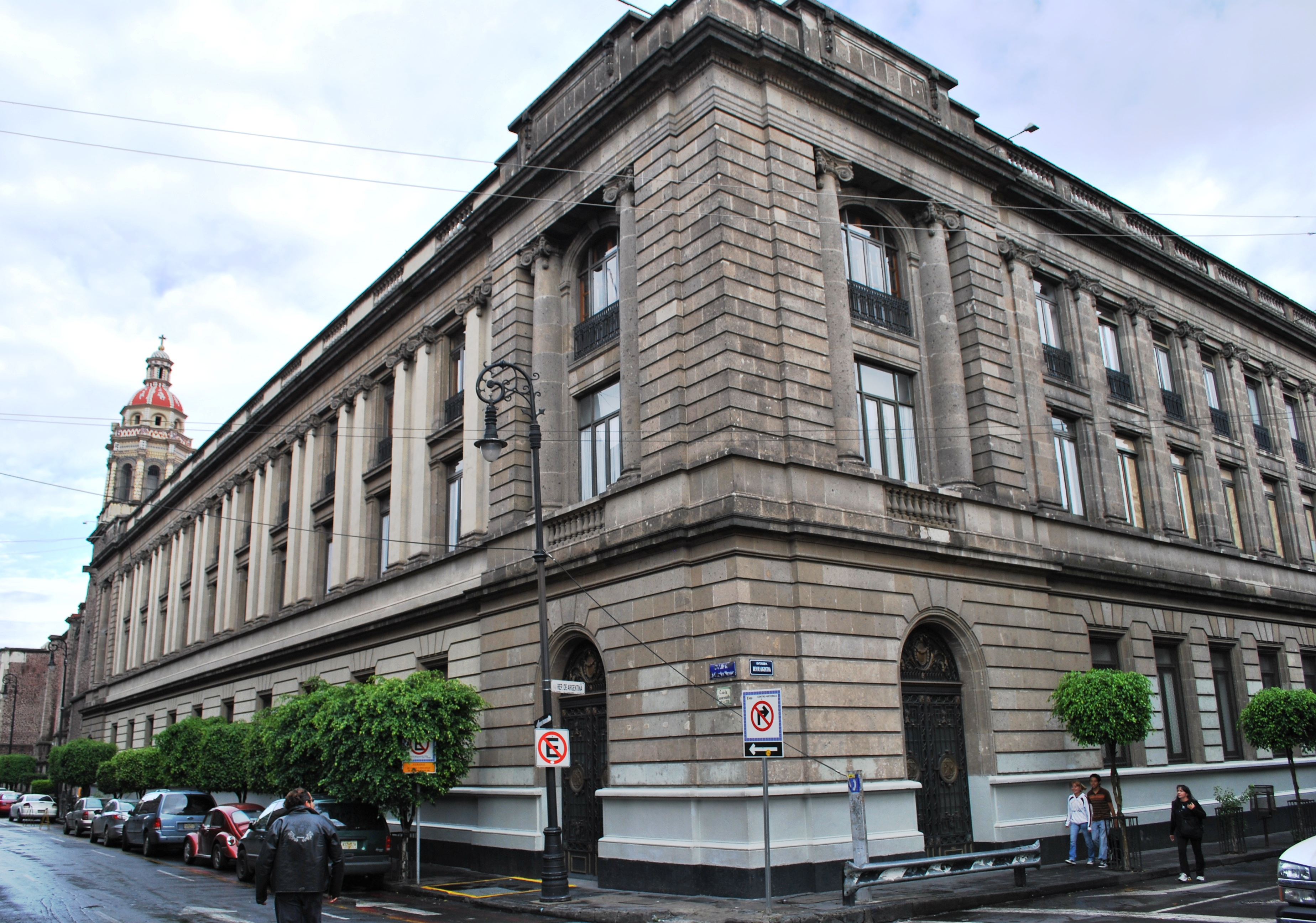

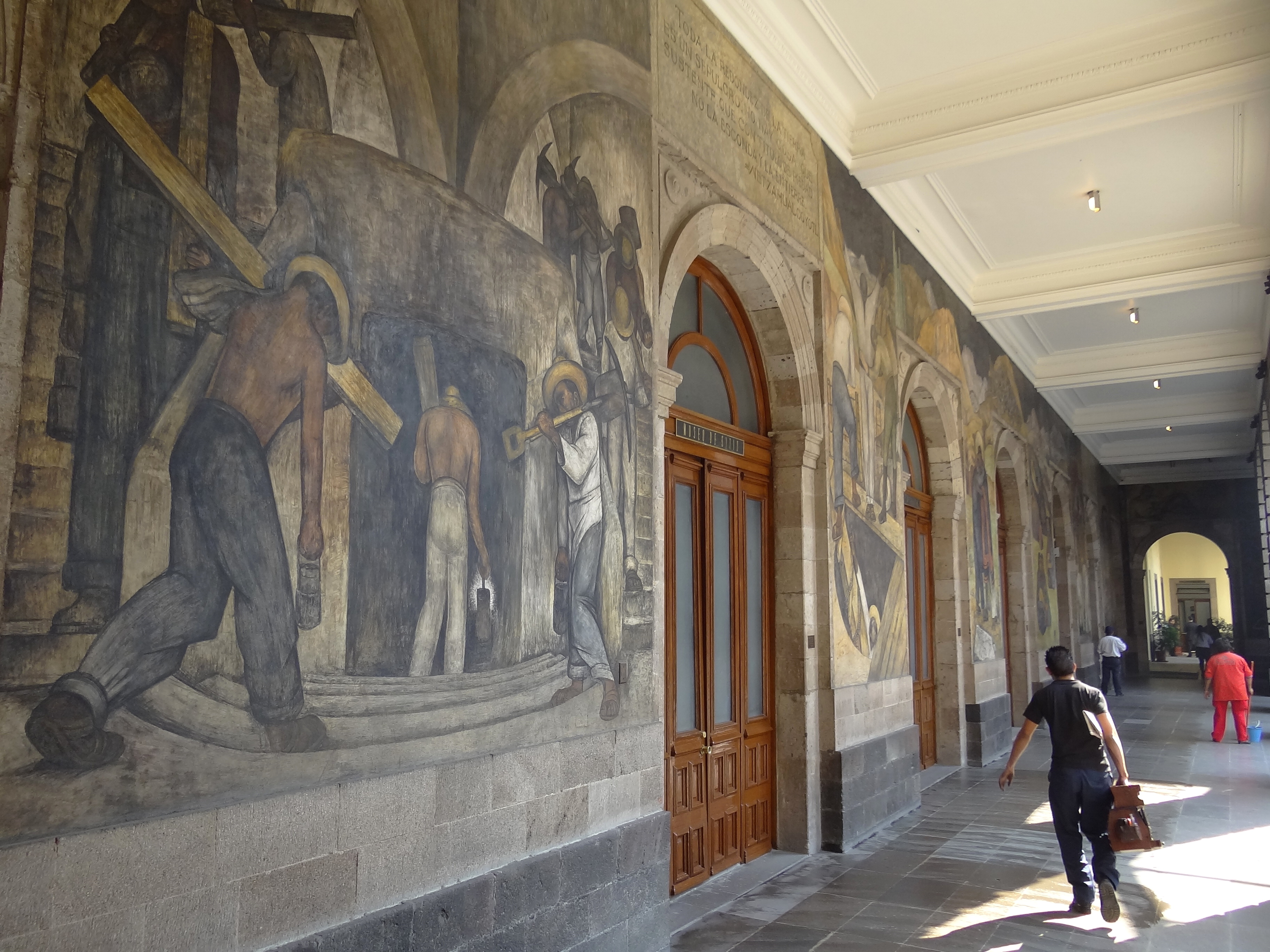

## Liste des secrétaires
| - Gouvernement Álvaro Obregón - (1921 - 1924) : José Vasconcelos Calderón - (1924 - 1924) : Bernardo J. Gastélum - Gouvernement Plutarco Elías Calles - (1924 - 1928) : José Manuel Puig Casauranc - (1928 - 1928) : Moisés Sáenz - Gouvernement Emilio Portes Gil - (1928 - 1930) : Ezequiel Padilla - Gouvernement Pascual Ortiz Rubio - (1930 - 1930) : Aarón Sáenz - (1930 - 1930) : Carlos Trejo Lerdo de Tejada - (1930 - 1931) : José Manuel Puig Casauranc - (1931 - 1932) : Narciso Bassols - Gouvernement Abelardo L. Rodríguez - (1932 - 1934) : Narciso Bassols - (1934 - 1934) : Eduardo Vasconcelos (en) - Gouvernement Lázaro Cárdenas del Río - (1934 - 1935) : Ignacio García Téllez - (1935 - 1939) : Gonzalo Vázquez Vela - (1939 - 1940) : Ignacio Beteta - Gouvernement Manuel Ávila Camacho - (1940 - 1941) : Luis Sánchez Pontón - (1941 - 1943) : Octavio Véjar Vázquez - (1943 - 1946) : Jaime Torres Bodet - Gouvernement Miguel Alemán - (1946 - 1952) : Manuel Gual Vidal - Gouvernement Adolfo Ruiz Cortines - (1952 - 1958) : José Ángel Ceniceros | - Gouvernement Adolfo López Mateos - (1958 - 1964) : Jaime Torres Bodet - Gouvernement Gustavo Díaz Ordaz - (1964 - 1970) : Agustín Yáñez - Gouvernement Luis Echeverría - (1970 - 1976) : Víctor Bravo Ahuja - Gouvernement José López Portillo - (1976 - 1977) : Porfirio Muñoz Ledo - (1977 - 1982) : Fernando Solana Morales - Gouvernement Miguel de la Madrid - (1982 - 1985) : Jesús Reyes Heroles - (1985 - 1988) : Miguel González Avelar - Gouvernement Carlos Salinas de Gortari - (1988 - 1992) : Manuel Bartlett Díaz - (1992 - 1993) : Ernesto Zedillo Ponce de León - (1993 - 1994) : Fernando Solana Morales - (1994 - 1994) : José Ángel Pescador - Gouvernement Ernesto Zedillo - (1994 - 1995) : Fausto Alzati Araiza - (1995 - 2000) : Miguel Limón Rojas - Gouvernement Vicente Fox - (2000 - 2006) : Reyes Silvestre Tamez Guerra - Gouvernement Felipe Calderón Hinojosa - (2006 - 2009) : Josefina Vázquez Mota - (2009 - 2012) : Alonso Lujambio - (2012) : José Ángel Córdova Villalobos - Gouvernement Enrique Peña Nieto - (2012 - 2015) : Emilio Chuayffet - (2015 - 2018) : Aurelio Nuño Mayer - Gouvernement Andrés Manuel López Obrador - (2018 - 2021) : Esteban Moctezuma Barragán - (2021 - 2022) : Delfina Gómez Álvarez - (2022 - 2024) : Leticia Ramírez Amaya - Gouvernement Claudia Sheinbaum - (depuis 2024) : Mario Delgado Carrillo |